# Geocronita
La geocronita és un mineral de plom, antimoni, arsènic i sofre, químicament és un sulfur de plom (II), d'antimoni (III) i d'arseni (III), de fórmula Pb14(Sb,As)₆S23, de color gris plom pàl·lid, una duresa de 2,5, una densitat de 6,44-6,46 g/cm³, cristal·litza en el sistema monoclínic, pseudo-ortoròmbic. El seu nom està format pels mots geo-, forma prefixada del mot grec γῆ, "terra" i crono, i del nom del déu de la mitologia grega Cronos, Χρόνος, identificat amb el déu romà Saturn que era el nom que donaven els alquimistes al plom.
Segons la classificació de Nickel-Strunz, la geocronita pertany a «02.JB: Sulfosals de l'arquetip PbS, derivats de la galena, amb Pb» juntament amb els següents minerals: diaforita, cosalita, freieslebenita, marrita, cannizzarita, wittita, junoita, neyita, nordströmita, nuffieldita, proudita, weibul·lita, felbertalita, rouxelita, angelaite, cuproneyita, jordanita, kirkiita, tsugaruita, pillaita, zinkenita, scainiita, pellouxita, chovanita, aschamalmita, bursaita, eskimoita, fizelyita, gustavita, lil·lianita, ourayita, ramdohrita, roshchinita, schirmerita, treasurita, uchucchacuaita, ustarasita, vikingita, xilingolita, heyrovskýita, andorita IV, gratonita, marrucciïta, vurroïta i arsenquatrandorita.